# Bundesstraße 411
Pour les articles homonymes, voir Route 411.
La Bundesstraße 411 est une Bundesstraße du Land de Rhénanie-Palatinat.

## Géographie
La B 411 sert de desserte autoroutière de Dieblich près de Coblence à l'A 61.

## Histoire
La section de la B 265 entre Losheimergraben et Prüm s'appelait autrefois la B 411.

## Source
- (de) Cet article est partiellement ou en totalité issu de l’article de Wikipédia en allemand intitulé « Bundesstraße 411 » (voir la liste des auteurs).

1. ↑  (de) « Die Bundes- und Reichsstraßen in Deutschland - Nr. ab 399 » [archive du 15 octobre 2008], sur home.arcor.de (consulté le 18 juillet 2025)